# Distant is the Sun
Distant is the Sun è il quinto album del gruppo power metal Vanishing Point, pubblicato dalla AFM Records il 18 febbraio 2014.

## Tracce
1. Beyond Redemption (Intro) - 01:01
2. King of Empty Promises - 04:48
3. Distant Is The Sun - 04:47
4. When Truth Lies - 05:18
5. Circle of Fire - 04:48
6. Let The River Run - 05:56
7. Denied Deliverance - 04:30
8. Story of Misery - 04:44
9. Era Zero - 03:30
10. Pillars of Sand - 05:51
11. As December Fades - 04:31
12. Handful of Hope - 04:20
13. Walls of Silence - 04:35
14. April (Instrumental) - 04:28

## Formazione

### Gruppo
- Chris Porcianko - chitarra, cori
- James "Bushy" Maier - tastiere, cori
- Simon Best - basso
- Christian Nativo - batteria
- Silvio Massaro - voce

### Altri musicisti
- Dean Wells - chitarra su "Distant is the Sun"
- Tony Kakko - voce su "Circle of Fire"